# Jószomszédi iszony
A Jószomszédi iszony (eredeti cím: Duplex, az Egyesült Királyságban és Írországban Our House, Lengyelországban pedig The Old Lady Must Go címmel jelent meg) 2003-ban bemutatott amerikai filmvígjáték, amelyet Danny DeVito rendezett (aki egyben a film narrátora is volt) és Larry Doyle írt. A főszerepet Ben Stiller, Drew Barrymore, Eileen Essell, Harvey Fierstein, Justin Theroux és James Remar alakítja.

## Rövid történet
Egy fiatal párnak lehetősége nyílik beköltözni egy gyönyörű kétszintes házba a tökéletes New York-i környéken. Mindössze annyit kell tenniük, hogy elzavarják a mostani bérlőt, egy "aranyos" idős hölgyet.

## Szereplők
| Szerep            | Színész          | Szinkronhang        |
| ----------------- | ---------------- | ------------------- |
| Alex Rose         | Ben Stiller      | Kálloy Molnár Péter |
| Nancy Kendricks   | Drew Barrymore   | Kiss Eszter         |
| Mrs. Connelly     | Eileen Essell    | Földi Teri          |
| Kenneth           | Harvey Fierstein | Kránitz Lajos       |
| Coop              | Justin Theroux   |                     |
| Chick             | James Remar      | Varga Tamás         |
| Dan biztos úr     | Robert Wisdom    | Faragó András       |
| Jean              | Swoosie Kurtz    |                     |
| Herman            | Wallace Shawn    | Harsányi Gábor      |
| Tara              | Maya Rudolph     |                     |
| Celine            | Amber Valletta   |                     |
| Ginger            | Cheryl Klein     |                     |
| Terrence          | Tim Maculan      |                     |
| Csaposnő          | Jackie Sandler   |                     |
| Patikus           | Louis Giambalvo  |                     |
| Dr. Kang          | Michelle Krusiec |                     |
| Patikai vásárló   | Tracey Walter    |                     |
| Narrátor (hangja) | Danny DeVito     | Forgács Gábor       |